# Nil de Oliveira
Nil de Oliveira (ur. 3 września 1986) – szwedzki lekkoatleta specjalizujący się w biegach sprinterskich. Do połowy 2010 roku reprezentował Brazylię.
Jako reprezentant Brazylii zdobył złoty medal juniorskich mistrzostw Ameryki Południowej (2005). Po zmianie barw narodowych bez powodzenia startował na halowym czempionacie Europy w Paryżu (2011). Rok później zajął 5. miejsce w biegu na 200 metrów podczas mistrzostw Europy w Helsinkach. Wszedł w skład szwedzkiej sztafety 4 × 400 metrów, która zajęła 5. miejsce na halowych mistrzostwach Starego Kontynentu (2013). W tym samym roku startował na mistrzostwach świata w Moskwie. Wielokrotny złoty medalista mistrzostw Szwecji oraz reprezentant kraju na drużynowych mistrzostwach Europy i w meczach międzypaństwowych.

## Osiągnięcia
| Rok  | Impreza                                 | Miejsce   | Konkurencja             | Lokata     | Wynik   |
| ---- | --------------------------------------- | --------- | ----------------------- | ---------- | ------- |
| 2011 | Halowe mistrzostwa Europy               | Paryż     | bieg na 400 metrów      | eliminacje | 48,64   |
| 2011 | Superliga drużynowych mistrzostw Europy | Sztokholm | sztafeta 4 × 100 metrów | 9. miejsce | 39,94   |
| 2012 | Mistrzostwa Europy                      | Helsinki  | bieg na 200 metrów      | 5. miejsce | 21,11   |
| 2013 | Halowe mistrzostwa Europy               | Göteborg  | sztafeta 4 × 400 metrów | 5. miejsce | 3:09,42 |
| 2013 | I liga drużynowych mistrzostw Europy    | Dublin    | bieg na 100 metrów      | 5. miejsce | 10,78   |
| 2013 | I liga drużynowych mistrzostw Europy    | Dublin    | bieg na 200 metrów      | 3. miejsce | 21,31   |
| 2013 | I liga drużynowych mistrzostw Europy    | Dublin    | sztafeta 4 × 100 metrów | 2. miejsce | 39,55   |
| 2013 | Mistrzostwa świata                      | Moskwa    | bieg na 200 metrów      | eliminacje | 20,97   |
| 2014 | Mistrzostwa Europy                      | Zurych    | bieg na 200 metrów      | eliminacje | 20,93   |

## Rekordy życiowe
- Bieg na 100 metrów – 10,26 (2013)
- Bieg na 200 metrów – 20,53 (2013)
- Bieg na 400 metrów – 46,76 (2011)